# Gombfoci

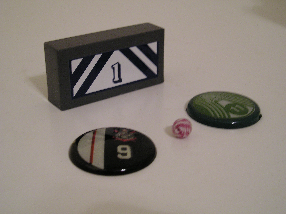
Brazil típusú kapus, két mezőnyjátékos és labda

A gombfoci a labdarúgást szimuláló asztali játék, amelyben a játékosokat gombokkal vagy hasonló műanyag korongokkal reprezentálják. Főleg Magyarországon és Brazíliában elterjedt.

## Eredete
A játék Magyarországon és Brazíliában valószínűleg egymástól függetlenül alakult ki a XX. század első évtizedeiben. A játékot ekkor iskolás korú gyerekek játszották, a futball elterjedésével párhuzamosan. A játékosok gombokból készültek, méretük és kialakításuk a posztjuknak megfelelő volt. A játékban a labda Magyarországon elterjedt változatban egy gomb, a brazil változatban egy apró filcgolyó volt.

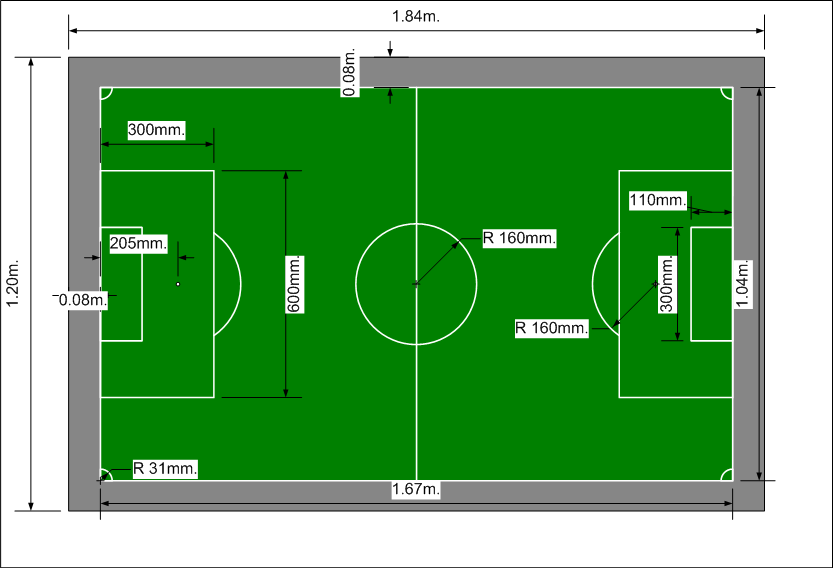
Gombfoci pálya tipikus méretei

## A játék menete
()A játék céljai azonosak a labdarúgáséval: a játékidő alatt gólokat szerezni a labdának az ellenfél kapujába való bejuttatásával.
Az elterjedt változatok az alábbiakban megegyeznek:
- A kapura lövést be kell jelenteni, és lehetőséget kell adni az ellenfélnek, hogy a kapusát pozícióba helyezze.
- A gombokat csak meghatározott esetekben (kirúgás, sorfal) helyezhetik át.
- A játékosok összeütközése szabálytalanságnak minősül, ha a meglőtt játékos nem a labdát érinti először.

## Változatok

### 12 érintéses
Minden csapat egy legfeljebb 12 érintésből álló lövéssorozattal próbál meg gólt elérni. A labda egy filcgolyó, a csapat tíz korong alakú mezőnyjátékosból és egy téglatest alakú kapusból áll.

### Háromérintős
Csapatonként három egymás utáni lövésre van lehetőség, kapura lövés csak passz után lehetséges.

### Egyérintős
A csapatok felváltva lőnek egyet-egyet.

### Közelséges
Egy játékos addig következik, ameddig úgy tudja saját bábujához passzolni a labdát, hogy az más bábukat nem érint. A passz akkor sikeres, ha a labda egy saját bábuhoz kerül legközelebb, ekkor az a bábu következik. Ha a játékos a.) pöckölés után nem érinti a labdát, b.) a labda egynél több, vagy ellenfél bábut érint, illetve c.) ha az utoljára lövő bábuhoz legközelebb áll meg, az ellenfél tetszőleges bábuja következik.     

### Szektorlabda
A szektorlabda az egyérintős változatból kifejlődött hivatalos sportág neve. Az egyérintős változatot bővíti ki a passz lehetőségével. Kétféle módja van a passznak: a szektorszabály és a közelségi szabály.
A szektor a bábuk szélétől mért 4,5 cm távolságú övezetet jelenti. Ha sikerül a labdát közvetlenül (tehát más bábu érintése nélkül) saját bábu szektorába juttatni, a lövő újabb lövésre jogosult, egészen addig, amíg ezt meg tudja ismételni.
A közelségi szabály egyetlen plusz lövést jelent, ha a labda a lövés után közelebb kerül a saját bábuhoz, mint az ellenféléhez. A kétféle passzolás kizárja egymást.

## Külső hivatkozások
- Magyar Szektorlabda Szövetség
- MSzSz 12 érintős szakág
- Hungarikum Gombfoci Háza Múzeum